# Neeraj
Neeraj Chhikara Neeraj (ur. 10 lutego 2002) – indyjski zapaśnik walczący w stylu klasycznym. Zajął szesnaste miejsce na mistrzostwach świata w 2022 roku. 
Ósmy na igrzyskach azjatyckich w 2022. Brązowy medalista mistrzostw Azji w 2022 i 2023. 
Mistrz Azji U-23 w 2022. Trzeci na mistrzostwach Azji kadetów w 2019 roku.